# Danielle Newham
Danielle Newham (ur. 11 czerwca 1980) – australijska judoczka.
Brązowa medalistka mistrzostw Oceanii w 2006. Mistrzyni Australii w 2006 roku.